# Triméthylamine
La triméthylamine a pour formule C3H9N. Elle est dérivée de l'ammoniac dans lequel trois groupes –CH3 ont remplacé ses trois atomes d'hydrogène.
La triméthylamine est un gaz qui se liquéfie à 2 °C.
Elle dégage une odeur de poisson pourri sous l’action des enzymes et microbes sur les protéines de poisson. Elle est responsable de l’odeur des harengs marinés.[réf. nécessaire]

## Utilisation
La triméthylamine est utilisée comme réactif intermédiaire dans la synthèse de nombreux produits organiques (produits pharmaceutiques, agriculture, colorants, caoutchoucs et produits explosifs ou propulseurs).

## En médecine
La triméthylaminurie est une maladie génétique, consistant en une concentration trop élevée en cette molécule dans les fluides corporels, secondaire à une mutation sur le gène codant une enzyme, la flavine-monooxygénase 3 (FMO3), permettant la dégradation de la molécule en un composé non odorant. La caractéristique principale de la maladie est l'odeur corporelle de poisson.